# Ooliab

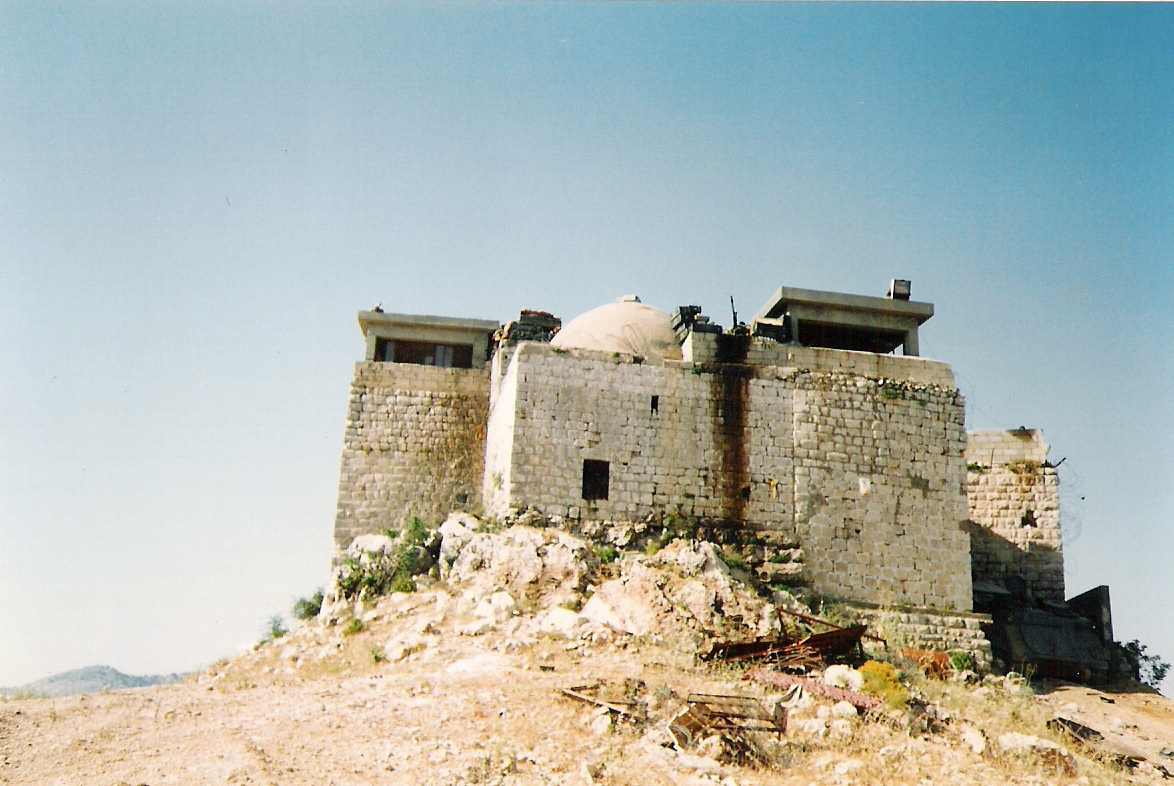
Santuario di Nabi Sujud dedicato a Ooliab. Situato nel distretto di Jezzine, in Libano, è stato distrutto dopo l'occupazione israeliana.

Ooliàb (in ebraico: אָהֳלִיאָב, traslitterato ’Āholî’āḇ, col significato di "tenda del padre") è un personaggio biblico, figlio di Achisamach, della tribù di Dan. 
Maestro di carpenteria, tessitura e ricamo, lavorò insieme a Bezaleel alla costruzione del Tabernacolo e della stessa Arca dell'Alleanza.